# PS-08
PS-08 var ett radarsystem som användes av det svenska flygvapnet. Anläggningarna upprättades i slutet av 1950- och början av 1960-talet och var i tjänst till slutet av 1970-talet. Samtliga anläggningar var placerade i södra Sverige.

## Historia
Radarsystemet levererades av Decca Radar Ltd. Radarstationerna anskaffades för att ge luftförsvarscentralerna i STRIL 50 en översikt över alla flygplan som flög på hög höjd i respektive luftförsvarssektor. Stationerna hade bergrum där operatörsplatser för radarobservatörerna fanns samt kommunikationsutrustning. Stationerna kom även att användas i STRIL 60. Harry som var den första stationen som levererades var en något äldre version (Mk2) och de övriga 3 var av en nyare version (Mk3). Alla PS-08 togs ur drift i slutet av 1970-talet. Den allra sista PS-08, R188 Harry, togs ur drift den 20 december 1979 under en ceremoniell tillställning för de tjänstgörande och för de som någon gång tjänstgjort vid stationen. Främsta orsaken att PS-08 togs ur drift var störningskänslighet, dåligt fortifikationiskt skydd, avsaknad av egen höjdmätning och ingen möjlighet till fjärrstyrning eller fjärrövervakning.

## Upprättning
Stationerna uppfördes:
- R188 Harry: Uppförd 11 juni 1956 (anläggningsarbeten påbörjades detta datum). Nedlagd 20 december 1979.
- R138 Dick: Uppförd 1957. Nedlagd 19 december 1978.
- R178 Tom: Uppförd februari 1958. Nedlagd 29 juni 1979.
- R108 Fred: Uppförd 1960. Nedlagd 1979.

## Stationer
| Nummer    | Namn  | FAR-signal | Plats        | Informationsmottagare STRIL 50 | Informationsmottagare STRIL 60 |
| --------- | ----- | ---------- | ------------ | ------------------------------ | ------------------------------ |
| R188      | Harry | Gripen     | Korpberget   | lfc O2                         | lfc O5                         |
| R138      | Dick  | Draken     | Vikbolandet  | lfc O1                         | lfc O5 och rrgc O1 S           |
| R128/R178 | Tom   | Zebran     | Moshultamåla | lfc S1 och S2                  | lfc S1 och S2                  |
| R108      | Fred  | Myggan     | Norra Rörum  | -                              | lfc S1                         |

## Indikatorsystem m/59
I ett bergrum under radarstationen byggdes ett indikatorrum med ett analogt men bitvis även digitalt system för stridsledning, luftbevakning, presentation och kommunikation. I indikatorrummet tjänstgjorde vid full bemanning en chefsjaktledare, fyra radarjaktledare med varsit radarbiträde, en chefsobservatör med fyra radarobservatörer samt en chefshöjdobservatör med två höjdobservatörer. Datorsystemet gav radarjaktledare stöd i stridsledningen genom att kurslinjer mellan mål och jakt kunde ritas ut på skärmen samt att styrdata kunde skickas till jaktplanen. Systemet byggdes och konstruerades av Standard Radio & Telefon AB.